# Richard Stolte
Richard Stolte (Emmeloord, 8 januari 1990) is een voormalig Nederlands profvoetballer. 
Stolte genoot zijn opleiding bij de voetbalschool van sc Heerenveen. Op 7 augustus 2009 maakte hij zijn debuut in het eerste elftal. De Emmeloorder mocht in de basis beginnen in de uitwedstrijd tegen N.E.C. (4-1). Stolte pakte een gele kaart tijdens zijn debuut.
Stolte is afkomstig van amateurclub Flevo Boys. Hier werd hij door Heerenveen gescout en kreeg hij een plaats in de voetbalschool van de Friese club. Stolte werd gedurende deze periode regelmatig opgeroepen voor jeugdelftallen van Oranje. In 2008 tekende hij een contract bij sc Heerenveen met een duur van twee jaar.
In de zomer van 2009 was er sprake van een verhuur van Stolte aan FC Emmen waar veel jeugdspelers van Heerenveen worden gestald. Trainer Trond Sollied koos ervoor om Stolte bij de selectie te houden, omdat hij met een aantal langdurige blessures kampte. Na FC Emmen speelde hij nog een tijdje bij Fortuna Sittard. In mei 2016 werd bekend dat Stolte, na een lange revalidatie, zich aansloot bij de nieuwe Tweede Divisionist BVV Barendrecht.

## Carrière statistieken
| Seizoen         | Club                   | Competitie      | Land               | Competitie | Competitie |
| Seizoen         | Club                   | Competitie      | Land               | Wed.       | Dlp.       |
| --------------- | ---------------------- | --------------- | ------------------ | ---------- | ---------- |
| 2009/10         | SC Heerenveen          | Eredivisie      | Vlag van Nederland | 1          | 0          |
| 2010/11         | FC Emmen (huur)        | Eerste Divisie  | Vlag van Nederland | 20         | 0          |
| 2011/12         | Fortuna Sittard (huur) | Eerste Divisie  | Vlag van Nederland | 16         | 4          |
| 2012/13         | SBV Excelsior          | Eerste Divisie  | Vlag van Nederland | 13         | 0          |
| 2013/14         | SBV Excelsior          | Eerste Divisie  | Vlag van Nederland | 0          | 0          |
| 2014/15         | SBV Excelsior          | Eerste Divisie  | Vlag van Nederland | 0          | 0          |
| Carrière totaal | Carrière totaal        | Carrière totaal | Carrière totaal    | 50         | 4          |